# ماريا بيلي
ماريا بيلي (بالإنجليزية: Maria Bailey)‏ (و. 1976  م) هي سياسية أيرلندية، ولدت في دبلن، هي عضوةٌ فاين جايل.

## مناصب
تولت منصب نائب دييل (منذ 10 مارس 2016)
.